# Tommaso Campanella
Tommaso Campanella, född 5 september 1568 i Stilo, död 21 maj 1639 i Paris, egentligen Giovanni Domenico Campanella, var dominikansk teolog, filosof och poet.

## Biografi
Campanella är mest känd som utopist, med verket Solstaten (på italienska La città del Sole från 1602, på latin Civitas Solis från 1623). Utopin har ett strikt geometriskt anslag: den stad som beskrivs ligger vid ekvatorn, omgärdas av sju murar (en för varje känd planet) och har fyra portar som "vetter mot världens fyra hörn". Medborgarna beskrivs som uniformerade; detta i en tid när inte ens soldater normalt var det.
Campanella tillhörde från 1582 dominikanorden. Under inflytande av Bernardino Telesios idéer och av ockultistiska strömningar övergick han snart till en panspykistisk naturalism, som strävar efter kunskap om den i tingen inneboende anden, det vill säga om naturkrafterna för att svinga sig upp till att behärska den och därmed införa människans herravälde. Det dröjde inte länge förrän Campanella misstänktes för kätteri och utsattes för flera rättegångar, men han lyckades under något år undgå straff, framförallt tack vare sina skrifter mot protestantismen och till förmån för en universell, teokratisk monarki. Sedan han i Kalabrien ställt sig i spetsen för en sammansvärjning mot spanjorerna för proklamerandet av en lag, som skulle gälla över den kristna lagen, vars sanna och levande element den uppsamlade i sig, och organisera samhället på kommunismens och den naturliga moralens grund, blev han arresterad 1599, och ställdes inför rätta, utsattes för tortyr och dömdes slutligen som vansinnig till livstids fängelse 1603. 

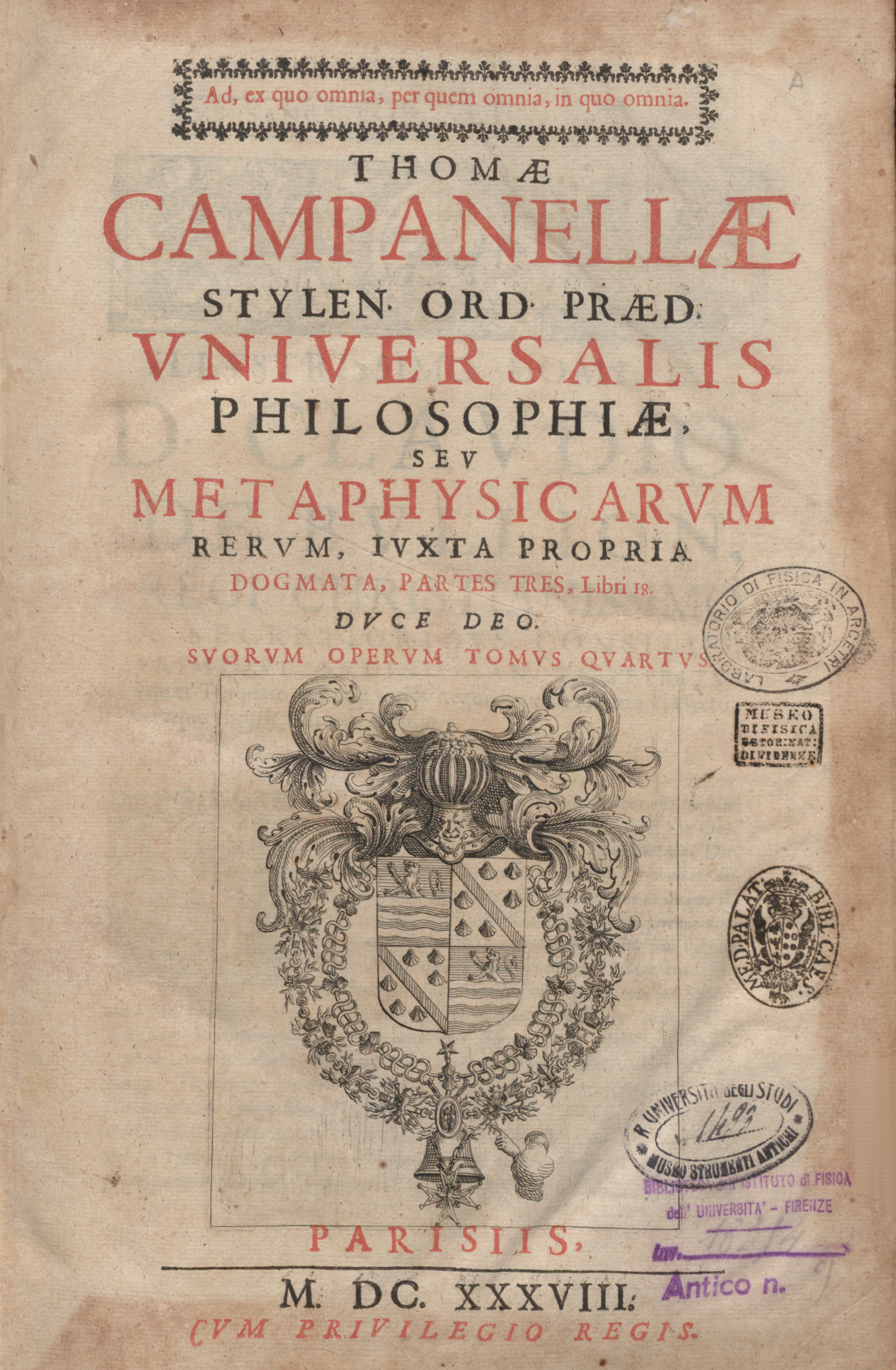
Metaphysica, 1638

Här utvecklade han under 23 år en intensiv filosofiskt-litterär verksamhet och hade kontakt med tyska lärde som Caspar Schoppe, Tobias Adami med flera, vilka intresserade sig för att utge hans manuskript. Frigiven av spanska regeringen, hölls han ända till 1629 inspärrad i inkvisitionens fängelse i Rom. Sedan ha frigivits, blev han snart utsatt för misstänksamhet och ovilja från påvliga kretsar, flydde till Frankrike och åtnjöt där hovets beskydd och dog i Paris 1639.
Campanella drev i sina skrifter flera motstridiga teser, men som han troligen påverkats av hotet om dödsstraff och tortyr är det troligt att hans åsikter kan ha modifierats något i många av hans skrifter. Campanella var dock övertygad om att han fått kallelse som profet och förverkligare av en ny ordning för människorna. Han föreställde sig en treenighet av makt, vishet och kärlek, som han menade svara mot människans tre grundbehov. Självmedvetenheten och egenkärleken som grund för upptäckten av människans egna inneboende gudomliga krafter visar pekar han framåt mot deismens tankegångar.

## Utmärkelser
Asteroiden 4653 Tommaso är uppkallad efter honom.